# L'Itinérant
 (septembre 2024).
L’Itinérant est un journal hebdomadaire d’action solidaire, un journal de rue distribué en région Île-de-France. Il vient en aide aux « sans logis » et aux « sans abri » en leur proposant de vendre le journal contre un contrat de travail et une rémunération.
L’Itinérant, habilité à publier une annonce légale et judiciaire pour tous les départements de la région (par exemple pour 2014 à Paris dans le 75, département des Hauts-de-Seine dans le 92, département de la Seine-Saint-Denis dans le 93; dans le département de Seine-et-Marne dans le 77 pour l’année 2016). À partir de son site web officiel, L'Itinérant s'est peu à peu spécialisé dans la publication juridique officielle pour laquelle il s'est imposé comme un acteur principal sur tout le territoire français. 
Le journal est membre de la fédération nationale de la presse d’information spécialisée (FNPS), organisme professionnel patronal de la presse.

## Historique
L'Itinérant est fondé en 1994 par Rodolphe Clauteaux, journaliste et écrivain français. Depuis 2001, le journal est présent sur la toile avec un service en ligne pour les publications légales. En décembre 2016, il est le premier journal habilité français à lancer une application pour publier une annonce légale.[réf. nécessaire]

## Contenu
L'hebdomadaire se définit comme un journal de lutte « contre la misère et la précarité ».
Le journal cherche à dénoncer les causes de l'exclusion.
Du fait de sa fréquence de parution, de sa rédaction par des journalistes et de sa diffusion à 10 000 exemplaires, ce journal est, en 2005, le survivant de la vingtaine de journaux de rue qui se sont développés à la fin des années 1990 en Île-de-France.

## Diffusion
Profitant des belles années des journaux de rue, à la fin des années 1990, le journal est tiré à plus de 200 000 exemplaires. 
Depuis 2007, L'Itinérant est membre de l'association pour le contrôle de la diffusion des médias (OJD). Celle-ci annonce les tirages et ventes suivants :
| Année | Tirage | Vente  |
| ----- | ------ | ------ |
| 2008  | 10 202 | 8 683  |
| 2009  | 11 269 | 9 786  |
| 2010  | 9 883  | 9 677  |
| 2011  | 12 827 | 10 604 |
| 2012  | 11 067 | 9 425  |
| 2013  | 9 165  | 8 152  |
| 2014  | 10 717 | 8 490  |
| 2015  | 10 956 | 9 274  |
| 2016  | 11 919 | 11 423 |
| 2020  | 17 000 | 16 580 |

Le journal s'écoule essentiellement par la communauté roumaine, chaque journal est vendu 2 € dont 1,50 € redistribué au vendeur.

## Pour approfondir